# Помяни (Підляське воєводство)
Помяни (пол. Pomiany) — село в Польщі, у гміні Барглув-Косьцельний Августівського повіту Підляського воєводства.
Населення — 261 особа (2011).
У 1975-1998 роках село належало до Сувальського воєводства.

## Демографія
Демографічна структура станом на 31 березня 2011 року:
|          | Загалом | Допрацездатний вік | Працездатний вік | Постпрацездатний вік |
| -------- | ------- | ------------------ | ---------------- | -------------------- |
| Чоловіки | 141     | 32                 | 92               | 17                   |
| Жінки    | 120     | 26                 | 63               | 31                   |
| Разом    | 261     | 58                 | 155              | 48                   |